# Йоанніс Монтесіно
Йоанніс Монтесіно (ісп. Yoannis Montesino; нар. 26 червня 1971) — колишня кубинська тенісистка.
Найвищу одиночну позицію світового рейтингу — 399 місце досягла 10 липня 1995, парну — 314 місце — 1 травня 1995 року.
Здобула 4 парні титули.

## Фінали ITF

### Парний розряд: 8 (4–4)
| Результат | Ранг | Дата              | Турнір                         | Покриття | Партнерка        | Суперниці                                 | Рахунок          |
| --------- | ---- | ----------------- | ------------------------------ | -------- | ---------------- | ----------------------------------------- | ---------------- |
| Перемога  | 1.   | 4 березня 1990    | Леон (Мексика), Мексика        | Ґрунт    | Ріта Пічардо     | Hortensia Hernandez Alicia Meraz          | 6–0, 6–4         |
| Перемога  | 2.   | 16 листопада 1992 | Сан-Сальвадор, Сальвадор       | Тверде   | Белькіс Родрігес | Adriana Garcia Сесілія Інкапіе            | 6–2, 6–2         |
| Перемога  | 3.   | 6 вересня 1993    | Каракас, Венесуела             | Ґрунт    | Белькіс Родрігес | Марія Долорес Кампана Елеонора Вельянте   | 6–0, 6–1         |
| Поразка   | 1.   | 20 вересня 1993   | Гвадалахара (Мексика), Мексика | Ґрунт    | Adriana García   | Ріта Пічардо Белькіс Родрігес             | 3–6, 1–6         |
| Поразка   | 2.   | 4 жовтня 1993     | Сакатекас (Сакатекас), Мексика | Тверде   | Adriana García   | Лусіла Бесерра Шочітль Ескобедо           | 1–6, 4–6         |
| Поразка   | 3.   | 19 вересня 1994   | Гвадалахара (Мексика), Мексика | Ґрунт    | Белькіс Родрігес | Лусіла Бесерра Шочітль Ескобедо           | 3–6, 3–6         |
| Поразка   | 4.   | 1 квітня 1996     | Тампіко, Мексика               | Ґрунт    | Белькіс Родрігес | Клаудія Мусіньйо Джоелл Шад               | 2–6, 3–6         |
| Перемога  | 4.   | 15 березня 1999   | Victoria, Мексика              | Тверде   | Яміле Кордова    | Kylene Wong Simunyola Марія Еухенія Рохас | 1–6, 7–6(6), 6–0 |